# Association des étudiants musulmans nord-africains
 (mars 2021).
 (mars 2021).
L'Association des étudiants musulmans nord-africains (AEMNA) est une association fondée en décembre 1927 à Paris par un groupe d'une vingtaine d'étudiants originaires du Maghreb. Créée sous le statut d'une association loi de 1901, son objectif principal était d'apporter entraide et solidarité aux étudiants et lycéens tunisiens, algériens et marocains vivant en France, souvent confrontés à des conditions de vie précaires menaçant leur santé et la poursuite de leurs études.

## Objectifs et activités
Bien que légalement apolitique, conformément aux exigences de la législation française, l'AEMNA est, dès ses débuts, un espace d'échange et de réflexion, rassemblant des jeunes intellectuels partageant une aspiration commune à l'indépendance politique, économique et culturelle de leurs pays respectifs. L'association joue un rôle crucial dans :  
- l'accueil des étudiants : orientation et soutien matériel (logement, repas, vêtements) ;
- l'accompagnement éducatif : aide à l'intégration dans le système universitaire français ;
- la solidarité communautaire : organisation d'événements culturels pour renforcer les liens entre les étudiants[1].

## Rôle dans les mouvements indépendantistes
Malgré sa nature officiellement apolitique, l'AEMNA est devenue un vivier d'idées et un espace de mobilisation pour de nombreux étudiants engagés dans les luttes indépendantistes. Ces jeunes intellectuels ont, après les indépendances respectives du Maroc (1956), de la Tunisie (1956) et de l'Algérie (1962), joué un rôle clé dans la reconstruction et la gestion des nouveaux États. L'association a ainsi vu passer dans ses rangs des figures qui ont ensuite marqué l'histoire politique et culturelle du Maghreb.[réf. souhaitée]

## Dissolution et héritage
L'AEMNA cesse ses activités après l'obtention des indépendances des pays du Maghreb. Toutefois, son impact a perduré à travers les contributions de ses anciens membres dans la vie publique et les institutions des pays maghrébins.

## Contexte historique et références
À l'instar d'autres organisations similaires, comme l'Étoile nord-africaine (ENA), l'AEMNA contribue à former une élite engagée dans la lutte anti-coloniale et dans les débats sur l'identité nationale.

## Historique

### Débuts
Comme inscrit dans ses statuts, l'AEMNA est créée dans le but de soutenir, financièrement et moralement, les jeunes compatriotes dans la poursuite de leurs études :
- en resserrant les liens d'amitié et de solidarité entre ses membres par la création d'un cercle, d'une bibliothèque, d'une revue et par l'organisation de réunions périodiques.
- en encourageant les compatriotes à venir poursuivre leurs études en France.
- en facilitant leur séjour en France par la création de bourses et la fondation d'une maison d'étudiants.

Un comité, élu pour une année, à la majorité relative, au cours d'une assemblée générale, administre et dirige l'AEMNA.
L'adresse du siège social, « 60 boulevard Saint-Germain, Paris 5e », figurant sur la déclaration à la préfecture, est en fait, celle du « Café du Métro ».
La première assemblée générale, tenue le 11 décembre 1927, élit le comité fondateur (1927-1928) constitué de sept membres, élargi au bout de six mois à douze membres, parmi lesquels : Salem Esch-Chadely (interne en médecine, président), Tahar Sfar (étudiant en droit et sciences économiques, vice-président), Mahmoud Larabi (étudiant en médecine, trésorier), Ahmed Ben Miled (étudiant en médecine, secrétaire), Ahmed Balafrej, Mohamed Ghali El Fassi, Mohamed Hassan Ouazzani (tous trois élèves à l'École des langues orientales, membres).
Les ressources de l'AEMNA proviennent des cotisations des membres et de subventions qui pourraient leur être accordées pour les soutenir. Des manifestations culturelles sont également organisées au bénéfice de l'association. Elles permettent ainsi aux jeunes de se retrouver régulièrement au cours de conférences, de concerts, de fêtes religieuses et de cérémonies organisées lors du passage, à Paris, de notabilités.
Pendant les vacances 1928, les membres actifs mènent dans les trois pays d'Afrique du Nord une campagne de presse (Sawab, En-Nahdha, Tunis socialiste et Tunisie nouvelle pour la Tunisie) et verbale pour faire connaitre l'existence de l'AEMNA et les avantages qu'elle présente afin d'encourager les lycéens à entreprendre des études supérieures en France.
L'engagement de nouveaux membres est spectaculaire et les crédits issus des subventions et des cotisations permettent d'accorder les premiers prêts d'honneur à la rentrée.

### Vie de l'AEMNA jusqu'aux indépendances

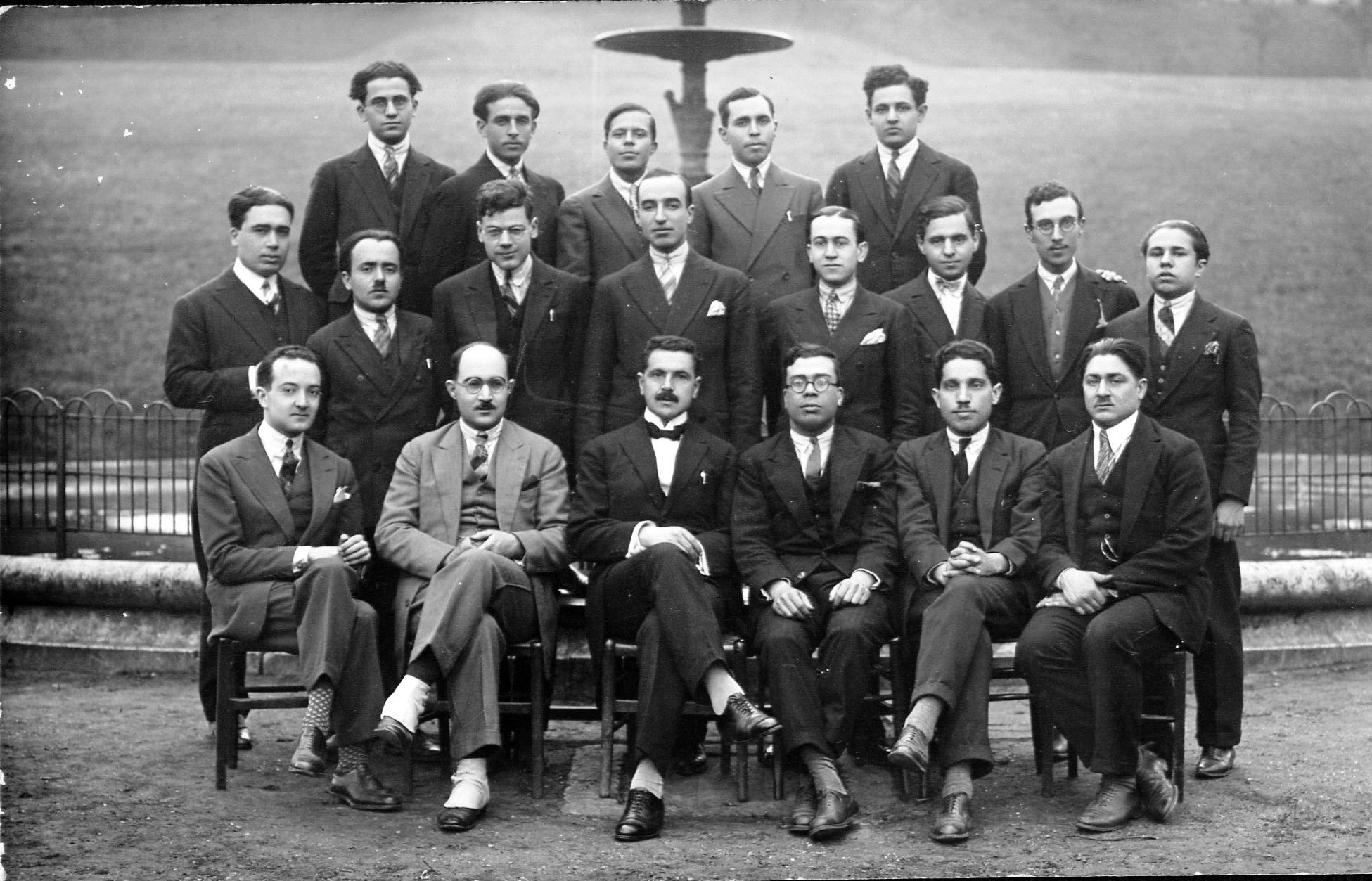
Membres de l'AEMNA en 1930.

Très vite, le siège de l'AEMNA s'établit au 16 rue Rollin, près de la place de la Contrescarpe et de la rue Mouffetard.
Il déménage en 1957 au 115 boulevard Saint-Michel, « en plein Quartier latin [...] face à la faculté de pharmacie et près de l'Observatoire et à quelques pas de l'École des mines, de la Maison des examens, de la faculté de droit, de la Sorbonne (sciences, lettres, École des chartes), de la faculté de médecine, de l'École polytechnique (qui est maintenant à Palaiseau) et de la bibliothèque Sainte-Geneviève ».
Les anciens membres de l'AEMNA, qu'ils soient tunisiens, algériens ou marocains, se réclament tous de leur appartenance à cette association.
La présidence du comité, tournante, et la composition du comité directeur tentent de maintenir un équilibre entre les membres des trois nationalités.
À côté de son rôle social, une importante activité patriotique et politique s'instaure : l'AEMNA regroupe en effet l'Union générale des étudiants de Tunisie (UGET), l'Union nationale des étudiants du Maroc (UNEM) et l'Union générale des étudiants musulmans algériens (UGEMA). C'est dans ses locaux que se sont constituées ces unions et que sont installés leurs sièges.
Des générations de maghrébins qui y défilent, tiennent des discours, organisent des meetings et rédigent des pétitions en faveur de la libération des peuples du Maghreb.
L'AEMNA publie un journal mensuel, Maghreb Étudiant. Ses conférences hebdomadaires, ses réunions mensuelles, ses congrès annuels et ses publications font d'elle « un puissant catalyseur d'unification des sentiments de la jeunesse maghrébine et la fera vibrer à l'unisson ».
Nombre d'intellectuels notoires et d'hommes politiques y ont fait leurs premières armes, parmi lesquels, au début des années 1930, Salem Esch-Chadely, Ahmed Ben Miled, Tahar Sfar, Ahmed Balafrej, Allal El Fassi, Mohamed Attia, Hédi Nouira, Hédi Khefacha, Mongi Slim, Mohammed Harbi, Slimane Ben Slimane...

### Après les indépendances
Après les indépendances du Maroc et de la Tunisie, le « 115 boulevard Saint Michel » devient un lieu de rencontre des étudiants maghrébins qui, à l'occasion se mobilisent pour les grandes causes, comme la guerre d'Algérie ou le conflit israélo-palestinien. Mais, au cours des années 1970, d'autres combats, d'autres options, d'autres enjeux se font jour et sont source de confrontations entre partisans des pouvoirs politiques en place et opposants politiques et syndicaux.
Puis « le 115 » entre en léthargie au début des années 1980. En 2018, son local qui appartient à l'État marocain est démoli pour faire place à un centre culturel marocain.